# Pluuto
Pluuto, pseudonimo di Henry Orlov (Tallinn, 4 novembre 2002), è un rapper estone.

## Biografia
Originario di Tallinn, ha intrapreso la carriera musicale nel 2018, anno in cui ha messo in commercio attraverso l'etichetta di propria proprietà Wavy Music l'album in studio di debutto Muhumaa ülestõus, che ha raggiunto l'11ª posizione della Eesti Tipp-40 nella sua sesta settimana di permanenza in classifica. L'anno seguente ha inciso con Nublu la hit Mesimagus, che ha esordito direttamente al 2º posto della classifica dei singoli estone, bloccata da Bad Guy di Billie Eilish. Anche Tsirkus, inciso con i 5miinust e Nublu, è riuscito ad ottenere popolarità, entrando in top five della Eesti Tipp-40 e rimanendovi per quasi un anno.
Nel 2020 è uscito Päripäeva, il secondo album in studio dell'artista, che dal punto di vista della critica ha riscosso successo, ottenendo otto stelle su dieci in una recensione di Siim Nestor per Eesti Ekspress, e fruttando al rapper una candidatura nella categoria di artista hip hop/rap/R&B dell'anno agli Eesti Muusikaauhinnad, il principale riconoscimento musicale estone, dove tuttavia ha perso nei confronti di Café kosmos di Nublu. L'anno successivo ha preso parte insieme a Andrei Zevakin all'Eesti Laul, il processo di selezione eurovisiva estone, presentando Wingman. Grazie ai voti del televoto sono riusciti a qualificarsi per la finale, dove sono terminati al 5º posto con 14 punti.
Nel giugno 2024 viene presentato il terzo LP, dal titolo Vice versa.

## Discografia

### Album in studio
- 2018 – Muhumaa ülestõus
- 2020 – Päripäeva
- 2024 – Vice versa

### Singoli
- 2018 – Mõtetes
- 2018 – Ma luban (con Noyade)
- 2019 – Sinuga
- 2019 – Tsirkus (con i 5miinust e Nublu)
- 2019 – Mesimagus (con Nublu)
- 2019 – Minu mure
- 2019 – Veenus
- 2019 – SOS (feat. Nublu & Reket)
- 2020 – Ei keegi
- 2020 – OD (feat. Heleza)
- 2020 – Better Days
- 2021 – Wingman (con Andrei Zevakin)
- 2021 – Deja Vu
- 2022 – Piranha (con i Cartoon)
- 2022 – Tal ei istu (feat. Ares)
- 2022 – Sa oleks võinud öelda nii (con Heleza)
- 2023 – Ikka siin
- 2023 – Ära jää mu peale lootma
- 2024 – Paradise (con i Wateva e Asena)
- 2024 – Instituudiauto (con Kirot e NiklāvZ)
- 2024 – Hasart (con 372Kaspar e Korea)
- 2024 – Lase ma elan end välja